# Phallotorynus
Phallotorynus ist eine Gattung der Lebendgebärenden Zahnkarpfen (Poeciliinae). Die Fische kommen im südlichen Brasilien, in Paraguay und im nordöstlichen Argentinien im Einzugsgebiet von Río Paraná und Río Paraguay und im Rio Paraíba vor.

## Merkmale
Phallotorynus-Arten erreichen Längen zwischen 2 und 2,5 cm (Männchen), bzw. zwischen 2,5 und 3,5 cm (Weibchen). Sie sind unscheinbar olivbraun bis olivgrau gefärbt und zeigen auf den Körperseiten einige dünne, schwärzliche Querbänder. Bis auf die schwärzliche Rückenflosse sind die Flossen weitgehend farblos. Die Afterflosse der Weibchen ist mit schwarzen Punkten gesprenkelt, die sich am Vorderrand der Flosse konzentrieren, so dass sie einen schwarzen Streifen auf dem ersten Flossenstrahl bilden. Entlang der Unterseite des Gonopodiums der Männchen verläuft eine Membran. Das Gonopodium weist an seiner Spitz einen nach unten gebogenen Haken auf, der näher betrachtet geweihförmig verzweigt ist. Das Seitenliniensystem der Fische erstreckt sich bis auf das Präoperculum und besteht dort sowohl aus offenen wie geschlossenen Poren. Als weitere diagnostische Merkmale der Gattung wird die genaue Morphologie der Flossenstrahlen von Rücken- und Afterflosse herangezogen.

## Arten
Die Gattung Phalloptychus umfasst folgende sechs Arten:
- Phallotorynus dispilos Lucinda, Rosa & Reis, 2005
- Phallotorynus fasciolatus Henn, 1916
- Phallotorynus jucundus Ihering, 1930
- Phallotorynus pankalos Lucinda, Rosa & Reis, 2005
- Phallotorynus psittakos Lucinda, Rosa & Reis, 2005
- Phallotorynus victoriae Oliveros, 1983